# Метод парных точек

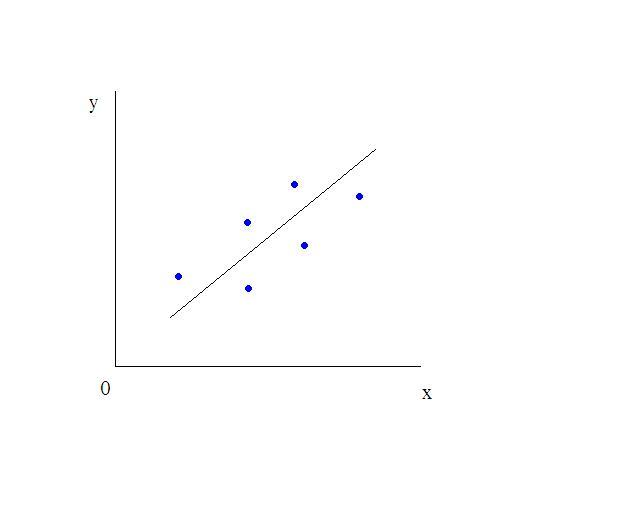
Построение прямой по точкам

Метод парных точек — метод обработки экспериментальных данных, созданный для оценивания значения углового коэффициента зависимости и определения его погрешности. Из экспериментальных точек на графике берутся те, которые находятся друг от друга примерно на одинаковом расстоянии (это расстояние должно быть максимально возможным).

## Определение параметров линейной зависимости из графика
После снятия параметров, строится график зависимости. По получившимся точкам проводится прямая «на глаз», так, чтобы примерное одинаковое количество точек одинаково и на приблизительно равном расстоянии располагалось по обе стороны этой прямой — таким образом усредняются значения.
Выбирается пара точек с координатами x1, y1, x2, y2, для получения уравнений с неизвестными a и b:
- y1=ax1+b,
- y2=ax2+b,

из которых находят:
{\displaystyle a={\frac {y_{1}-y_{2}}{x_{1}-x_{2}}},\quad b={\frac {y_{2}x_{1}-y_{1}x_{2}}{x_{1}-x_{2}}}}
Оценка погрешностей для этих параметров:
{\displaystyle \Delta a={\bigg |}{\frac {a_{1}-a_{2}}{2}}{\bigg |},} {\displaystyle \quad } {\displaystyle \Delta b={\bigg |}{\frac {b_{1}-b_{2}}{2}}{\bigg |}}
Данные значения принимают за результат измерения искомого параметра зависимости.

## Пример
Пример обработки экспериментальных данных. Найдем угловой коэффициент прямой зависимости удельного сопротивления металла (платины) от температуры. Значения сопротивления и температуры приведены в таблице.
| № пары | T, K    | ρ, Ом*м     | ΔT | Δρ*10−6 | ai={\displaystyle {\frac {\Delta \rho }{\Delta T}}}*10−10 | ai-<a>*10−10 | (ai-<a>)2*10−20 |
| 1 8    | 302 337 | 0,099 0,125 | 35 | 0,024   | 6,86                                                      | -2,94        | 8,64            |
| 2 9    | 307 342 | 0,113 0,126 | 35 | 0,013   | 3,71                                                      | 0,21         | 0,0441          |
| 3 10   | 312 347 | 0,115 0,126 | 35 | 0,011   | 3,14                                                      | 0,78         | 0,608           |
| 4 11   | 317 352 | 0,118 0,128 | 35 | 0,01    | 2,85                                                      | 1,07         | 1,14            |
| 5 12   | 322 357 | 0,118 0,131 | 35 | 0,013   | 3,71                                                      | 0,21         | 0,04            |
| 6 13   | 327 362 | 0,12 0,131  | 35 | 0,011   | 3,14                                                      | 0,78         | 0,608           |
| 7 14   | 332 367 | 0,112 0,134 | 35 | 0,014   | 4                                                         | -0,08        | 0,0064          |

Где {\displaystyle <a>={\frac {\sum (a_{i})}{7}}=3,92*10}−10, а {\displaystyle \sum (a-<a>)^{2}=11,09*10}−20
Дисперсия равна
σ<a>= {\displaystyle {\sqrt {\frac {\sum (a-<a>)^{2}}{n(n-1)}}}=0,51*10}−10.
Для n=7 и доверительной вероятности α=0,98 коэффициент Стьюдента t(0,98;7)=2,4.
Погрешность Δa=2,4*0,51*10−10= 1,23*10−10
Окончательный результат a=(3,92{\displaystyle \pm }1,23)*10−10